# Röks församling
Röks församling var en församling i Linköpings stift inom Svenska kyrkan i Ödeshögs kommun. Församlingen uppgick 2006 i Ödeshögs församling.
Församlingskyrka var Röks kyrka
Folkmängd 2003 var 188 invånare.

## Administrativ historik
Församlingen har medeltida ursprung.
Församlingen utgjorde under medeltiden ett eget pastorat för att därefter till 1998 vara moderförsamling i pastoratet Rök och Heda, som 1 maj 1919 utökades med Västra Tollstads församling och 1962 med Trehörna församling och Svanshals församling. Från 1998 till 2006 var församlingen annexförsamling i Ödeshög, Stora Åby, Rök, Heda, Västra Tollstad, Trehörna och Svanshals Församlingen uppgick 2006 i Ödeshögs församling. Församlingen tillhörde till 31 maj 1940 Lysings kontrakt, från 1 juni 1940 Dals och Lysings kontrakt, från 1962 Göstrings och Lysings kontrakt och från 1997 till dess församlingen uppgick i Ödeshög 2006 Folkungabygdens kontrakt.
Församlingskod var 050906.

## Kyrkoherdar
Lista över Röks kyrkoherdar.
| Verksam   | Namn                        | Levnadstid | Övrigt                                                                 |
| --------- | --------------------------- | ---------- | ---------------------------------------------------------------------- |
| 1282      | Johannes                    |            |                                                                        |
| 1480-1498 | Nils Amundi (Skeningensis)  |            | Blev munk 1498 i Vadstena kloster.                                     |
| 1551      | Ion                         |            |                                                                        |
| 1522–1553 | Peder Andersson             |            |                                                                        |
| 1556      | Hakon                       |            |                                                                        |
| 1568–1577 | Magnus Jonæ                 |            |                                                                        |
| 1584–1613 | Ingolphus Benedicti         | 1538–1613  |                                                                        |
| 1615–1623 | Jacobus Halvardi Sandelius  | 1581–1623  |                                                                        |
| 1624–1653 | Magnus Svenonis Håhl        | –1653      |                                                                        |
| 1655–1667 | Isaacus Svenonis Krusenius  | –1667      |                                                                        |
| 1667–1671 | Ericus Elavi Ljung          | 1628–1671  |                                                                        |
| 1673–1681 | Daniel Rydelius             | 1632–1681  |                                                                        |
| 1682–1698 | Johannes Joannis Palm       | –1698      |                                                                        |
| 1700–1713 | Magnus Pelicanus            | 1658–1713  |                                                                        |
| 1715–1732 | Isak Hasselblatt            | 1678–1742  |                                                                        |
| 1732-1749 | Anders Millberg             | 1690–1749  |                                                                        |
| 1750–1773 | Jöns Berzelius              | 1698–1735  |                                                                        |
| 1775–1815 | Leonhard Kinman             | 1722–1815  | Kyrkoherde och kontraktsprost.                                         |
| 1818–1819 | Jonas Erik Wadsberg         | 1767–1819  |                                                                        |
| 1822–1832 | Per Julius Björlingsson     | 1772–1832  | Kyrkoherde och prost.                                                  |
| 1834–1855 | Carl Hedmark                | 1789–1855  | Kyrkoherde och prost.                                                  |
| 1856–1872 | Anders Johan Petersson      | 1802–1872  | Kyrkoherde och kontraktsprost.                                         |
| 1873–1876 | Jacob Theodor Widegren      | 1815–1876  |                                                                        |
| 1879–1893 | Johan Magnus Fredrik Ullman | 1832–1893  |                                                                        |
| 1895–1903 | Gustaf Alfred Söderqvist    | 1851–1903  | Kyrkoherde och kontraktsprost.                                         |
| 1905–1918 | Gustaf Wittencrona          | 1862–1938  | Kyrkoherde och kontraktsprost. Senare kyrkoherde i Adelövs församling. |
| 1918–1937 | Karl Axel Påhlman           | 1872–1937  | Kyrkoherde och kontraktsprost.                                         |
| 1939–1969 | Axel Sköld                  | 1903–      | [ 5 ]                                                                  |
| 1969–1984 | Carl-Eric Kennestedt        | 1925–1996  | [ 5 ]                                                                  |
| 1985–     | Clas Cervin                 |            | [ 5 ]                                                                  |

## Klockare och organister

### Organister
| Ämbetstid | Namn                   | Levnadstid | Övrigt                |
| --------- | ---------------------- | ---------- | --------------------- |
|           | Nils Jönsson           |            |                       |
| 1685–1706 | Mårten                 |            | Organist              |
| 1707–1708 | Sven Svensson          |            | Organist              |
| 1710–1740 | Per Larsson            |            | Organist och klockare |
| 1741–1777 | Anders Rundqvist       | –1777      | Organist              |
| 1781–1784 | Lars Öblad             | –1784      | Organist              |
| 1784–1821 | Anders Winnerstrand    | 1756–1821  | Organist och klockare |
| 1821–1857 | Erik Olof Winnerstrand | 1800–1857  | Organist och klockare |
| 1871–1895 | Per Leonard Lynell     | 1824–1914  |                       |
| –1914     | Gustaf Högberg         | 1856–1914  |                       |
| 1915–1925 | Anders Uno Ahlgren     | 1890–1974  |                       |
| 1926–     | Nils Nilsson           | 1904–1960  |                       |

### Klockare
| Ämbetstid | Namn        | Levnadstid | Övrigt   |
| --------- | ----------- | ---------- | -------- |
| 1684–1713 | Per Jönsson | –1715      | Klockare |
| 1740–1748 | Per Larsson |            | Klockare |
| 1750–1752 | Jonas       |            | Klockare |
| 1753–1811 | Isac Lorin  | 1734–1811  | Klockare |